# Art: revista de les arts
Art fou una revista literària i artística, publicada a Lleida entre el 1932 i el 1934, durant la Segona República. Se’n van publicar 10 números, l’últim del qual amb la designació 0. Va ser suspesa el 1935 coincidint amb el principi molt pròxim de la guerra civil.
Fou fundada i dirigida per Enric Crous Vidal amb col·laboradors com A.G. Lamolla, J. Viola Gamón, Leandre Cristòfol o R. Amperi, qui després van ser destacats representants de l’avantguarda lleidatana. A l’últim número de la revista, el número 0, fent servir l’humor saludable, es menciona que Romà Amperi i Rius va assolir la direcció forçosa per ser l’únic major d’edat per poder presentar la instància al Govern Civil.

L'empenta a crear aquesta institució fou la llibertat que sentia Crous-Vidal i els seus amics de proclamar les seves idees sense cap mena de censura. D’aquesta manera ho proclamava al primer número d’Art: «La generación actual, somos el chispazo que las bocas de acero escupen por las ventanas de los engranajes, cuyos dientes se mueven locamente y en revoluciones continuas para vomitar el Progreso.» Més endavant segueix: 
| « | En la actualidad partimos del ahora y abarcamos el futuro. Poco nos interesa lo que ocurrió. Nada pueden decirnos de las pseudo-copias, adulterades, tísicas, de todas las mil escuelas (escuela es sinónimo de séquito fúnebre) nacionales. El estándard con toda su brutalidad cósmica contra el decorativismo, refugio éste de todos los incapacitados de crear. | » |

El nom originari de la revista havia d’haver sigut Antiart, però degut a un oblit del fotogravador va canviar la capçalera definitivament, atorgant el nom d’Art per totes les seves publicacions. Més tard, el 1933 s'introduí el subtítol a la coberta Revista internacional de les arts.
El format de la revista Art era de 45x30, a paper i distribució acurada tipogràficament i artística. La publicació era bilingüe; J. Viola i J. Gamón escrivien sempre en castellà, com també ho va fer Carlos García Terán, en un únic article. En canvi, Antoni Bonet, Oriol de Martí i Enric Crous publicaven la resta en català. Publicada a Lleida, a la comarca del Segrià per l'editorial A.G. Ilerda i l’impremta Coca.
L’any 1932 només es publica un número i a partir del 1933 comença la numeració. Es publiquen 10 números, l’últim dels quals, que seria el número 10, apareix amb la designació 0. La periodicitat era mensual. Pel que fa al preu, a Espanya costava 6 pessetes, a l'estranger 10 i un número solt valia una pesseta. La temàtica d’aquesta publicació era principalment artística, és a dir l’avantguarda. S'hi publicava aspectes de la dansa, cine sonor, fotografia experimental, il·luminació o arquitectura, des d’un punt de vista crític i combatiu.

## Història
El 1933 s'intensifiquen les discussions entre Enric Crous, Antoni G. Lamolla, Piñero, Álvarez Pallás, un grup de la J.A.P. i Niko en el cafè Rialto. Juntament amb José Viola Gamón i Antoni Bonet i Isard es motiva la idea de formar una revista. A la sortida del cafè Crous proposa participar-hi a Joan Baptista Xuriguera i Romà Amperi, als fotògrafs Lluís Corbella i Oriol de Martí i Antoni G. Lamolla, membre d’«Studi d’Art», a la revista.
El fundador de la revista, Crous-Vidal es va encarregar de la seva direcció literària, plàstica i tipogràfica i, també la va finançar. A més, va dissenyar capçaleres i titulars, aproximant-se a la tipografia visual i, també, hi va publicar els seus poemes, articles sobre publicitat lletrística i impremta.
L’any 1932 només publiquen un número. Més tard, el 1933 segueixen amb la publicació de la revista, començant a fer el recompte pel número u i seguint deu números més fins al 1934. La publicació va tenir un parèntesi entre el gener de 1932 i el gener de 1933.
Números que van tenir una rellevància important van ser el primer, el segon i el cinquè. En el primer número va presentar la revista com una revista de caràcter internacional i com una necessitat vital. En aquest es presenta la revista en forma de Manifest, sense acabar d’agafar un to tan violent. En el número dos es publica un article titulat Imprenta, en què es critica la forma de treballar de molts impressors contemporanis a l’època dient que només sabien fer el que la pràctica i la rutina els havia ensenyat. A més, en aquest article es tracta la receptivitat de la lletra, la visualitat i la manera de llegir-ho, en l'espai en blanc o el ritme. És a dir, aspectes relacionats amb la tipografia i com era concebut per dissenyadors i impressors. El que ell reclama en especial to era la modernització i l'evolució dels impressors. Finalment, al cinquè número, Crous publica Letrística on es fa referència a la implantació, cada cop més generalitzada, de l’alfabet europeu sobre altres cultures. En aquest número parla de la tipografia Futura, com un avanç en universalització de la lletra, un terme que en aquell moment es veia com un gran avantatge, ja que era molt més funcional. A més, s'inclou un poema fonètic signat per Li-li-li-Quià.
A més, el número 09 i l’últim, el 0, també van tenir una rellevància destacable. Respecte al número 09 es va anunciar al 08 dient que seria extraordinari i fixant el preu de cinc pessetes. Aquesta publicació va destacar primerament, per la seva llargada. Fins al moment, tots els altres números tenien una llargada de nou pàgines aproximadament, mentre que en aquest era de 24. Seguidament, cal destacar que els articles que es van començar en aquesta publicació van ser acabats en la següent, l’última. Aquests articles van ser Quilometratge de la pintura contemporània, Il·luminació i El cas Viva Méjico. Tanmateix, es va produir un canvi en la secció de poemes, ja que fins aquest número els poemes eren literaris i en aquest apartat agafaran un sentit eròtic, com bé mostra el títol del qual, signat per Crous. Al final d’aquest es posen a la venda 50 volums de la revista al preu de 25 pessetes cada un i, acaba anunciant: En el pròxim i últim exemplar, Nº 0 d’«Art», el Director Literari i Plàstic, enric CROUS vidal, fixarà en un article intitulat JUSTIFICACIÓ i ACUSACIÓ PERSONAL, el procés heroic sofert per aquesta publicació i ensems remarcarà en blasme ultraviolent, els adjectius que li mereixen algunes coses i prohoms de la putrefacta LLEIDA actual. D’altra banda, el número 0 començava amb aquest article on al final afirma Lleida (a), Ilerda, és una MERDA!!!. Existeixen dubtes de quan es va publicar, atès que Crous el va incloure en el seu treball de 1933-1934, però aquest número inclou fets de 1935, l'exposició d’Antoni G. Lamolla a Madrid; argument que porta a pensar que va ser editat el 1935. Finalment, també s'anuncia la venda dels 50 volums.
Les seccions principals foren articles literaris i notes d’art, un apartat de Noticiari, Cinema i Crítica de teatre. A més, al número 02 es va incorporar la secció anomenada Cock-tail, en què es recollia petits articles sobre diferents temes que eren d’interès per la revista. Aquest apartat es va veure en els números 02, 04, 05, 06 i 08. Tanmateix, dedicà una especial atenció al cinema i a les arts plàstiques, sobretot a les menors; music-hall, cartellisme, fotografia, etc.
Inclou poemes originals o reproduïts de Dalí, Foix, Sánchez-Juan, Teixidor i Ignasi Agustí. Poemes en llegua original d’Apollinaire, Cendrars, Tzara, Breton, Éluard, García Lorca, Alberti, Aleixandre, Nicolás Guillén, etc. I traduccions catalanes de Werfel, Cocteau i Éluard i una castellana de Max Jacob.
Pel que fa als continguts i a les temàtiques, la publicació tractava d’aspectes relacionats amb l’art i la cultura. El fet que Crous fos tipògraf i dibuixant va fer que apareguessin a la revista articles sobre lletrística, caricatura, cartell, fotografia, escultura i plàstica. Alguns d’ells escrits per ell mateix. Els temes més importants que abordava eren el cinema, la literatura i articles literaris sobre art. A més, moltes vegades els escrits anaven complementats amb dibuixos i fotografies realitzades per autors significatius com Fritz Horn, Man Ray o el mateix Enric Crous-Vidal.

## Final
L’últim lliurament de la revista va ser el número 0, en el qual Crous criticava durament la política cultural de la seva ciutat natal i de les seves institucions. La revista, segons el seu fundador, era una obra de «contrabandistes d’idiomes estrangers i actius terroristes culturals», motius pels quals no va aconseguir interessar a altres mitjans d’avantguarda ni va ser ben acceptada a Lleida, ja que en una publicació de la revista va criticar l’adotzenament i la mesquinesa dels seus conciutadans amb la frase «Ilerda és una merda». Aquest fet no va contribuir a la continuïtat de la revista. L’any 1935 es va tancar definitivament, a causa de la poca acollida que va tenir, motivant l’absència d’ajudes econòmiques. També, el fet que la situació política cada cop era més inestable donant lloc, un any més tard, a la guerra civil, va fer que el moviment avantguardista quedés obsolet. Això va causar que moltes revistes, com aquesta, deixessin de publicar números i portés a la seva mort.

## Directors, redactors i col·laboradors

### Directors
| Directors         | Data d’inici | Data final |
| Enric Crous-Vidal | 1932         | 1934       |

### Redactors
| Redactors         | Data d’inici | Data final |
| Enric Crous-Vidal | 1932         | 1934       |
| A.G.Lamolla       | 1932         | 1933       |
| Antoni Bonet      | 1932         | 1933       |
| J.Viola Gamón     | 1933         | 1933       |

### Col·laboradors
| Col·laboradors            | Data d’inici | Data final |
| Enric Crous-Vidal         | 1932         | 1934       |
| A.G.Lamolla               | 1932         | 1933       |
| R. Amperi/Clarandra       | 1932         | 1934       |
| Antoni Bonet              | 1932         | 1933       |
| Josep Comabella i Rabassa | 1932         | 1933       |
| Oriol Martí               | 1932         | 1933       |
| Joan Baptista Xuriguera   | 1932         | 1933       |
| J.Viola Gamón             | 1933         | 1933       |
| Leandre Cristòfol         | 1933         | 1934       |
| Lluís Corbella            | 1933         | 1934       |
| Rafael Bori               | 1934         | 1934       |
| Gispert de Lleida         | 1934         | 1934       |
| Manuel Cases i Lamolla    | 1934         | 1934       |